# Pijani ljulj
Pijani ljulj  (debelovlatni ljulj, lat. Lolium temulentum) godišnja je otrovna biljka roda Lolium unutar obitelji Poaceae. Biljka može narasti do jednog metra visine. Ima globalnu distribuciju. Nekada su trovanja ovom biljkom bila česta, no suvremene mjere zaštite usjeva dovele su do njenog gotovo posvemašnjeg iskorjenjivanja.

## Toksikologija
Biljka je često zaražena endoparazitskom gljivicom Neotyphodium coenophialum (srodnik Claviceps purpurea, uzročnika ergotizma), sadrži neurotoksične indolne alkaloide, što cijelu biljku čini otrovnom. Potrošnja kontaminiranog brašna uzrokuje simptome opijanja kao što su vrtoglavica i vizualni poremećaji, u rijetkim slučajevima čak i smrt. Danas su slučajevi trovanja ljuljem nestali,što je posljedica upotrebe herbicida u uzgoju žitarica.

## Galerija
- Muzejski primjerak
- U prirodi
- Ilustracija u boji uz Leymus arenarius